# This Is Opera
This is Opera è un programma televisivo in onda su Rai 5 emesso il 15 di maggio 2015 e condotto da Ramón Gener.

## Puntate
| Data                       | Titolo                    | Autore             | Durata   |
| -------------------------- | ------------------------- | ------------------ | -------- |
| domenica 19 aprile 2015    | Bel Canto                 | AAVV               | 49:21:00 |
| domenica 26 aprile 2015    | L'anello del nibelungo    | Wagner             | 42:18:00 |
| domenica 3 maggio 2015     | Tosca                     | Puccini            | 40:03:00 |
| domenica 10 maggio 2015    | La Traviata               | Verdi              | 44:39:00 |
| domenica 17 maggio 2015    | Tristano e Isotta         | Wagner             | 44:29:00 |
| domenica 24 maggio 2015    | Don Giovanni              | Mozart             | 41:00:00 |
| domenica 31 maggio 2015    | Rigoletto                 | Verdi              | 45:19:00 |
| domenica 7 giugno 2015     | Manon                     | Massenet           | 47:54:00 |
| domenica 14 giugno 2015    | Il Franco Cacciatore      | C.M. von Weber     | 41:24:00 |
| domenica 20 settembre 2015 | Pagliacci                 | Leoncavallo        | 47:18:00 |
| domenica 27 settembre 2015 | Eugene Onegin             | Tchaikowskij       | 47:12:00 |
| domenica 4 ottobre 2015    | Fidelio                   | Beethoven          | 46:20:00 |
| domenica 11 ottobre 2015   | Il re dell'Opera a Londra | Haendel            | 48:22:00 |
| domenica 18 ottobre 2015   | Così fan tutte            | Mozart             | 47:04:00 |
| domenica 25 ottobre 2015   | Salomé                    | Strauss R.         | 48:57:00 |
| domenica 29 novembre 2015  | Lulu                      | Berg               | 50:11:00 |
| domenica 1 novembre 2015   | Nabucco                   | Verdi              | 49:50:00 |
| domenica 8 novembre 2015   | Il cavaliere della rosa   | Strauss R.         | 50:42:00 |
| domenica 15 novembre 2015  | Il Flauto Magico          | Mozart             | 47:39:00 |
| domenica 22 novembre 2015  | Vivaldi e Venezia         | Vivaldi            | 46:22:00 |
| domenica 6 dicembre 2015   | Madama Butterfly          | Puccini            | 49:07:00 |
| domenica 13 dicembre 2015  | La nascita dell'Opera     | AAVV               | 49:16:00 |
| domenica 20 dicembre 2015  | Rusalka                   | Dvorak             | 47:31:00 |
| domenica 27 dicembre 2015  | L'opera è la vita         | AAVV               | 52:39:00 |
| lunedì 1 agosto 2016       | Il Barbiere di Siviglia   | Gioacchino Rossini | 50:00:00 |
| martedì 2 agosto 2016      | Belcanto all'italiana     | AAVV               | 51:00:00 |
| mercoledì 3 agosto 2016    | Rigoletto                 | Giuseppe Verdi     | 47:00:00 |
| giovedì 4 agosto 2016      | Carmen                    | Georges Bizet      | 44:00:00 |
| venerdì 5 agosto 2016      | Manon                     | Jules Massenet     | 49:00:00 |